# Közszolgálati Döntőbizottság
A Kormánytisztviselői Döntőbizottsághoz a kormánytisztviselő és munkáltatója között a kormányzati szolgálati jogviszonyból származó igényének érvényesítése érdekében - a törvényben meghatározott esetekben - közszolgálati panaszt nyújthat be a. A Kormánytisztviselői Döntőbizottságra vonatkozó részletes rendelkezéseket  - a közszolgálati tisztviselőkről szóló 2011. évi CXCIX. törvény 259. § (1) bekezdés 9. pontjában foglalt felhatalmazás alapján - a Kormány állapította meg a 168/2012. (VII. 20.) Korm. rendeletével. (Módosítva: 2016-ban  a 103/2016. (V. 13.) Korm. rendelettel.) A korm. rendelet hatálya a közszolgálati tisztviselőkről szóló 2011. évi CXCIX. törvény (a továbbiakban: Kttv.) 1. § a)-c) pontjában meghatározott államigazgatási szervekre, valamint a kormányzati szolgálati jogviszonyban állókra, az állami tisztviselőkről szóló törvény alapján állami szolgálati jogviszonyban állókra, továbbá a Kormánytisztviselői Döntőbizottságra (a továbbiakban: Döntőbizottság) terjed ki.
A 2017. CXXXIX. törvény a Döntőbizottság nevét Közszolgálati Döntőbizottságra változtatta.

## A Döntőbizottság szervezete
A Döntőbizottság független testület, a döntőbizottsági taggá történő kinevezés nem keletkeztet foglalkoztatási jogviszonyt.
A Döntőbizottság legfeljebb tizenöt közszolgálati biztosból álló testület, amelynek - a Kttv. 191. § (1) bekezdése alapján - tagja az elnök és az elnökhelyettes.
A Döntőbizottság tagjai megbízatásukat személyesen kötelesek ellátni.
A Döntőbizottság tagjának összeférhetetlenségére alkalmazni kell a Kttv. 85. § (4) bekezdés a) és b) pontját. Összeférhetetlenség esetén a Kttv. 86. § (1) bekezdésében foglaltak szerint kell eljárni azzal, hogy a munkáltatói jogkör gyakorlójának a közigazgatási minőségpolitikáért és személyzetpolitikáért felelős minisztert (a továbbiakban: miniszter) kell tekinteni. Ha a Döntőbizottság tagja az összeférhetetlenséget a felszólítás kézbesítésétől számított harminc napon belül nem szünteti meg, a döntőbizottsági tagsága megszűnik.
Ha a Döntőbizottság tagja nem kormányzati szolgálati jogviszonyban álló személy, a (4) bekezdésben foglaltak mellett a Kttv. 39. § (1) bekezdése szerinti feltételeknek is meg kell felelnie. A Kttv. 39. § (1) bekezdés a) pontjában meghatározott feltétel teljesülését a kinevezést követő harminc napon belül hatósági erkölcsi bizonyítvánnyal szükséges igazolni a miniszter által vezetett minisztériumnál kormányzati szolgálati jogviszonyban állókra irányadó rendelkezések szerint. Ha határidőben az érintett nem tesz eleget az e bekezdés szerinti kötelezettségének, döntőbizottsági tagsága megszűnik.
A Döntőbizottság tagja megbízatásának időtartama alatt a társadalombiztosítás ellátásaira való jogosultság szempontjából kormányzati szolgálati jogviszonyban foglalkoztatott biztosítottnak, tiszteletdíja nem önálló tevékenységből származó, járulékalapot képező jövedelemnek minősül.
A Döntőbizottság tagja köteles törvényben meghatározott vagyonnyilatkozatot tenni. A vagyonnyilatkozat kezelésére és őrzésére a miniszter által vezetett minisztériumnál kormányzati szolgálati jogviszonyban állókra irányadó rendelkezéseket kell alkalmazni.
A Döntőbizottság működési szabályait az ügyrendje állapítja meg.

## A Döntőbizottság elnökének feladatai[12]
- a) dönt a Kttv. 191. § (4) bekezdésében, valamint a 8. § (6) bekezdésében meghatározott kizárási ok fennállásának kérdésében;
- b) képviseli a Döntőbizottságot;
- c) jóváhagyja az ügyrendet;
- d) ellenőrzi az eljárási határidők megtartását;
- f) kijelöli az eljáró tanács tagjait és a véleményt kiadmányozó közszolgálati biztost;
- h) összehangolja a Döntőbizottság tevékenységét, közreműködik az egységes joggyakorlat biztosításában;
- i) összehívja a Döntőbizottság üléseit;
- j) ellátja azokat a feladatokat, amelyeket jogszabály és a Döntőbizottság ügyrendje számára előír.

A Döntőbizottság elnökét távolléte esetén az elnökhelyettes teljes jogkörrel helyettesíti.
A Döntőbizottság tagjai havonta tiszteletdíjra jogosultak, amelyet a miniszter állapít meg. Az ily módon megállapított tiszteletdíj mértéke nem haladhatja meg az illetményalap tizenötszörösét.
A Döntőbizottság tagjainak megbízatása felmentéssel szűnik meg. A felmentést nem kell megindokolni. A felmentési idő 30 nap.
A Döntőbizottság tagját erre irányuló kérelme esetén, kötelező felmenteni, a felmentési idő harminc nap. A felek eltérő felmentési időtartamban is megállapodhatnak.
Ha az eljáró tanács elvi kérdésekre is kiterjedő határozatot hozott, arról az eljáró tanács elnöke tájékoztatja a Döntőbizottság elnökét, aki indokolt esetben dönthet a határozat Elvi Döntőbizottsági Határozatként történő közzétételéről a Döntőbizottság honlapján.
Vitás jogalkalmazási kérdés esetén - a jogorvoslati gyakorlat egységességének biztosítása érdekében - a Döntőbizottság elnöke teljes ülést hív össze. Az ülésen a közszolgálati biztosok kétharmados többséggel a Döntőbizottság gyakorlatának elemzését követően Döntőbizottsági Állásfoglalást hozhatnak. Az erre vonatkozó részletszabályokat a Döntőbizottság ügyrendje állapítja meg.
A Döntőbizottság ügyviteli és döntéselőkészítési feladatait - a Döntőbizottság iránymutatása mellett - a Titkárság látja el. A Titkárság a miniszter által vezetett minisztérium szervezetében működő főosztálynak megfelelő szintű szervezeti egység, amelyet titkárságvezető vezet. A Titkárságon foglalkoztatottak a minisztériummal állnak kormányzati szolgálati jogviszonyban.
A titkárságvezető főosztályvezető, a titkárságvezető-helyettes főosztályvezető-helyettesi besorolású és díjazású kormánytisztviselő. A Titkárságon foglalkoztatottak kormánytisztviselők, kormányzati ügykezelők.

## A Döntőbizottság eljárása
A közszolgálati biztos a rábízott ügyekben folyamatosan, lelkiismeretesen köteles eljárni.
A közszolgálati biztos minden ügyben befolyástól mentesen, és részrehajlás nélkül köteles eljárni, a döntés befolyásolására irányuló minden kísérletet köteles elhárítani és arról a Döntőbizottság elnökét haladéktalanul tájékoztatni.
A közszolgálati biztos az eljárása során köteles az eljárásban részt vevő féllel szemben tisztességes és pártatlan magatartást tanúsítani.
A közszolgálati biztos köteles a tisztségéhez méltó, kifogástalan magatartást tanúsítani és tartózkodni minden olyan megnyilvánulástól, amely a Döntőbizottság eljárásába vetett bizalmat vagy a Döntőbizottság tekintélyét csorbítaná.
A közszolgálati biztosok függetlenek, a jogszabályok alapján meggyőződésüknek megfelelően döntenek, a jogorvoslati tevékenységükkel összefüggésben nem befolyásolhatók és nem utasíthatók.
A közszolgálati panasz (a továbbiakban: panasz) előkészítésében, elbírálásában, valamint a véleményezési eljárásban nem vehet részt
- a) az, aki a panaszos vagy véleménykérő által sérelmezett intézkedés meghozatalában részt vett;
- b) a panaszos vagy véleménykérő hozzátartozója;
- c) az, akitől az ügy tárgyilagos megítélése egyéb okból nem várható el.[25]

A közszolgálati biztos a Döntőbizottság elnökének köteles haladéktalanul bejelenteni, ha vele szemben a (6) bekezdés a)-c) pontja szerinti kizárási ok áll fenn. A kizárás tárgyában az elnök soron kívül dönt.
A Döntőbizottság eljárása a panasz benyújtásával indul. A panaszt írásban - az igényt alátámasztó okiratokkal együtt - három példányban kell benyújtani. A panasz szóban is előterjeszthető a Titkárságon, amelyről a Titkárság jegyzőkönyvet vesz fel. A panaszban meg kell jelölni
- a) a panaszos (és képviselője) nevét, lakcímét (székhelyét), elérhetőségét (telefonszám, e-mail cím);
- b) a munkáltató nevét és székhelyét;
- c) a sérelmesnek tartott munkáltatói intézkedést;
- d) az érvényesíteni kívánt jogot és az annak alapjául szolgáló tényeket, bizonyítékokat; és
- e) a Döntőbizottság döntésére irányuló határozott kérelmet és ennek indokait.[27]

A Döntőbizottsághoz beérkezett panaszt a Titkárság nyilvántartásba veszi. A panaszt a titkárságvezető által kijelölt kormánytisztviselő vizsgálja meg.
A kijelölt kormánytisztviselő vizsgálja a panasz befogadhatóságát. A panasz befogadhatósága vizsgálatának ki kell terjednie a Döntőbizottság hatáskörének ellenőrzésére és arra, hogy a panasz megfelel-e a jogszabályi követelményeknek. Ha szükséges, a Titkárság megfelelő határidő tűzésével hiánypótlásra szólíthatja fel a panaszost.
Ha a (3) bekezdésben meghatározott vizsgálat alapján a panasz nem befogadható, a titkárságvezető javaslatot tesz a Döntőbizottság elnökének az eljárás megszüntetésére. Az eljárás megszüntetéséről a Döntőbizottság elnöke határozatot hoz, amelyet a Titkárság megküld a panaszosnak és a munkáltatónak. A munkáltató példányához csatolni kell a panasz másolatát.
A befogadható panaszt a titkárságvezető felterjeszti a Döntőbizottság elnökéhez. A Döntőbizottság elnöke a Kttv. 190. § (11) bekezdése szerint jelöli ki az eljáró tanács tagjait, köztük a tanács elnökét és előadó tagját. A Döntőbizottság elnöke a kijelölésről tájékoztatja a titkárságvezetőt, egyúttal felkéri a döntéselőkészítésre. A Titkárság a kijelölésről szóló döntést megküldi az érintett tanácstagok részére.
Az eljáró tanács kijelölését követően a titkárságvezető értesíti a munkáltatót a Döntőbizottság eljárásának megindításáról, megküldi számára a panaszt és felhívja nyilatkozatának előterjesztésére, amely az eljárás megszüntetésére irányul vagy érdemi védekezést tartalmaz.
A panasszal kapcsolatban - az eljáró tanács tagjainak egyetértése mellett - a Titkárság
- a) iratokat, adatokat kérhet be a panaszostól, a munkáltatótól;
- b) a Kttv. 177. § (2) bekezdése szerinti célból a közszolgálati alapnyilvántartás adatkörével összefüggésben - az eljáró tanács által meghatározott - bizonyítékokat szerezhet be;
- c) a (9) bekezdésben meghatározottakhoz képest a panasz kivizsgálásához szükséges további cselekményeket végezhet, így nyilatkozattételre hívhat fel.[33]

A Kttv. 190. § (9) bekezdése szerinti eljárási határidő (a továbbiakban: eljárási határidő) meghosszabbításáról - a titkárságvezető javaslatára - az eljáró tanács elnöke dönt. Az eljáró tanács elnökének döntését a Titkárság megküldi a panaszosnak és a munkáltatónak.
Az eljáró tanács
- a) személyesen meghallgathatja a panaszost, illetve a munkáltatót;
- b) a felek indítványára tanúkat hallgathat meg;
- c) a felek indítványára - a szakértői díj megelőlegezését követően - szakértőt rendelhet ki.[35]

Az a) pont szerinti meghallgatásra a titkárságvezető is javaslatot tehet. A személyes meghallgatás a felek együttes jelenlétében történik. Az a) és b) pont szerinti meghallgatáson az eljáró tanács elnöke engedélyezheti a felek és képviselőik részére, hogy a meghallgatotthoz kérdéseket intézzenek. A meghallgatás nem nyilvános, arról jegyzőkönyvet kell felvenni. A tanúmeghallgatásról mindkét felet értesíteni kell.
Az eljáró tanács az eljárás bármely szakaszában megkísérelheti, hogy a panaszos és a munkáltató a jogvitát, vagy a vitás kérdések egy részét egyezséggel rendezze. Ha az egyezség megfelel a jogszabályoknak, azt az eljáró tanács jóváhagyja, ellenkező esetben a jóváhagyást megtagadja, és az eljárást folytatja.
A (7) bekezdés b) pontja szerinti bizonyítékok beszerzéséről a titkárságvezető - az előadó tag útján - tájékoztatja az eljáró tanácsot. Az eljáró tanács tagja további bizonyítást javasolhat vagy az eljáró tanács a rendelkezésre álló adatok alapján határozatot hozhat.
A határozat nem terjedhet túl a panaszon. A határozat rendelkező részét az eljáró tanács a határozathozatal napján foglalja írásba, amit a tagok kézjegyükkel ellátnak.

## A Döntőbizottság határozatának fajtái
A Döntőbizottság a következő határozatokat hozhatja: 
- a) a panasznak egészben vagy részben helyt ad;
- b) a panaszt elutasítja;
- c) a felek közötti egyezséget jóváhagyja;
- d) az eljárást megszünteti.[39]

## A Döntőbizottság az eljárást megszünteti, ha
- a) a panaszos követelésének érvényesítése bíróság vagy más hatóság hatáskörébe tartozik;
- b) a panaszos követelése idő előtti;
- c) a panaszos elmulasztotta a Kttv. 190. § (2) bekezdése szerinti igényérvényesítési határidőt;
- d) a panaszos a hiánypótlási felhívásnak nem tett eleget, és emiatt a panasz nem bírálható el;
- e) a felek között ugyanabból a ténybeli alapból származó ugyanazon jog iránt az eljárás már folyamatban van, vagy annak tárgyában a Döntőbizottság már határozatot hozott;
- f) a panaszos a panaszt visszavonta;
- g) a panaszos elhalálozott; vagy
- h) a munkáltató jogutód nélkül megszűnt.[40]

## A határozat kötelező tartalma
A határozatnak tartalmaznia kell:
- a) a Döntőbizottság megjelölését és az ügyszámot;
- b) a panaszos és képviselője nevét, lakcímét (székhelyét);
- c) a munkáltató és képviselője nevét, székhelyét;
- d) a panasz tárgyának megjelölését, a sérelmezett munkáltatói intézkedést;
- e) a határozat rendelkező részét és indokolását;
- f) a határozathozatal helyét és idejét; és
- g) az eljáró tanács összetételét, tagjainak aláírását és a Döntőbizottság bélyegzőlenyomatát. Az aláírásban akadályozott tanácstag helyett az eljáró tanács elnöke ír alá.[41]

A határozat rendelkező részének tartalmaznia kell a Döntőbizottság döntését, továbbá a jogorvoslat lehetőségét, benyújtásának helyét és az arra rendelkezésre álló határidőt.

## Az indokolás kötelező tartalma
Az indokolásnak a következőket kell tartalmaznia:
- a) a felek álláspontját és kérelmét;
- b) a Döntőbizottság által megállapított tényállást és az annak alapjául szolgáló bizonyítékokat;
- c) azokat a körülményeket, amelyeken a bizonyítékok mérlegelése alapul;
- d) azon okokra történő utalást, amelyek miatt a Döntőbizottság valamely tényt nem talált bizonyítottnak, vagy amelyek miatt a felajánlott bizonyítást mellőzte;
- e) a jogvita elbírálása szempontjából jelentőséggel bíró jogszabályokat; és
- f) a Kttv. 190. § (13) bekezdésével összhangban az eljárási költség viselésére vonatkozó indokokat.[43]

Az indokolással ellátott határozatot - annak meghozatalától számított - nyolc napon belül írásba kell foglalni, amelyet az írásba foglalást követő öt napon belül a Titkárság megküld a panaszos és a munkáltató részére.
==
A panasz benyújtására nyitva álló igényérvényesítési határidő elmulasztása esetén, az elmulasztott határidő utolsó napjától számított tizenöt napon belül igazolási kérelem terjeszthető elő, amellyel egyidejűleg pótolni kell az elmulasztott cselekményt. Ha a mulasztás ténye később jutott a panaszos tudomására, vagy az akadály később szűnt meg, az igazolási kérelem előterjesztésének határideje a tudomásszerzéssel, vagy az akadály megszűnésével veszi kezdetét. Az igazolási kérelemben elő kell adni a mulasztás okát és a mulasztás vétlenségét valószínűsítő körülményeket.
Ha az ügy eldöntése olyan előzetes kérdés elbírálásától függ, amely tárgyban az eljárás más szerv hatáskörébe tartozik, a Döntőbizottság saját eljárását - a más szervnél folytatott eljárás jogerős befejezéséig - felfüggesztheti. Az eljárás felfüggesztésével minden határidő megszakad, a felfüggesztés megszűnésekor - az eljárási határidő kivételével - a határidő számítása újrakezdődik. Az eljárás felfüggesztéséről - a titkárságvezető javaslata alapján - az eljáró tanács elnöke dönt. A felfüggesztésről szóló döntést a Titkárság küldi meg a panaszosnak és a munkáltatónak.
Ha az eljárás során a munkáltató jogutódlással megszűnik, az eljárás félbeszakad a jogutód eljárásba történő bevonásáig vagy belépéséig. Az eljárás félbeszakadását az eljáró tanács elnöke állapítja meg. Az eljárás félbeszakadásával minden határidő megszakad, a félbeszakadás megszűnésekor - az eljárási határidő kivételével - a határidő számítása újrakezdődik. A félbeszakadásról szóló döntést a Titkárság megküldi a panaszosnak, aki - a döntés kézbesítésétől számított tizenöt napon belül - köteles bejelenteni új munkáltatóját. E bejelentést követően a Döntőbizottság az eljárást a jogutód munkáltatóval szemben folytatja le.
A panaszos, illetve a munkáltató helyett azok képviselője, meghatalmazottja is eljárhat. A panaszost meghatalmazás útján képviselheti a hozzátartozója, jogi képviselője, érdek-képviseleti szerv, Magyar Kormánytisztviselői Kar.
A Döntőbizottság az eljárása során a Titkárság útján gondoskodik arról, hogy a panaszos, illetve a munkáltató minden, az eljárás során felvetődött tényt, iratot, nyilatkozatot megismerhessenek és azokkal kapcsolatban álláspontjukat kifejthessék.
A panaszos a panaszt a Döntőbizottság határozatának meghozataláig módosíthatja, visszavonhatja.
Ha a Döntőbizottság a panaszt részben vagy egészben alaposnak találja, a munkáltatót részben vagy egészben kötelezheti a panaszos szükséges és igazolt költségei (a továbbiakban: eljárási költség) megtérítésére. E rendelet alkalmazásában eljárási költség mindaz a költség, ami a panaszos részéről a célszerű és jóhiszemű eljárással összefüggésben felmerült (különösen: szakértői díj, tanú megjelenésével összefüggő költség).
A panaszos - az (1) bekezdés szerinti esetekben - igényelheti, hogy a Döntőbizottság kötelezze a munkáltatót
- a) az ügyvéd munkadíjának és készkiadásainak címén az ő és képviselője között létrejött ügyvédi megbízási szerződésben kikötött megbízási díj, valamint
- b) a képviselője részére költségtérítésként megfizetett indokolt készkiadások együttes összegének megfizetésére.[52]

Az ügyvédi munkadíj összegét az eljáró tanács indokolt esetben mérsékelheti, ha az nem áll arányban a ténylegesen elvégzett ügyvédi tevékenységgel.
A Titkárság a felhívásra megjelent kormánytisztviselő, állami tisztviselő, valamint a tanú részére és kérelmére - a munkából kiesett idő igazolására - igazolást állít ki a megjelenés napjáról és időtartamáról.
A Döntőbizottság határozatának kiegészítését a panaszos, illetve a munkáltató a határozat közlésétől számított tizenöt napon belül kérheti, ha a Döntőbizottság a panasz valamely részéről nem döntött. A kiegészítés iránt előterjesztett kérelemnek a határozat elleni keresetlevél benyújtására halasztó hatálya nincs, a Titkárság a keresetlevél továbbításakor a kiegészítés iránti kérelemről köteles a bíróságot tájékoztatni.
A Döntőbizottság a határozat kijavítását - hivatalból, illetve a panaszos vagy a munkáltató kérelmére - bármikor elrendelheti
- a) névcsere vagy hibás névírás,
- b) szám- vagy számítási hiba, továbbá
- c) az a) és b) pontban nem említett más elírás

esetén.
A kijavítás iránt előterjesztett kérelemnek a határozat elleni keresetlevél benyújtására halasztó hatálya nincs, a Titkárság a keresetlevél továbbításakor a kijavítás iránti kérelemről köteles a bíróságot tájékoztatni.

## Jogerőre emelkedés
A Döntőbizottság határozata jogerős, ha a panaszos, illetve a munkáltató a határozat közlésétől számított harminc napon belül nem terjeszt elő keresetet.

## A véleménykérő ügyirat
A Döntőbizottsághoz beérkezett véleménykérő ügyiratot a Titkárság nyilvántartásba veszi. A titkárságvezető kijelöli a Titkárság kormánytisztviselőjét a véleménykérő ügyirat befogadhatóságának vizsgálatára. E vizsgálat során a Titkárság a véleménykérőtől felvilágosítást, iratokat kérhet, továbbá felhívhatja őt a véleménykérő ügyirat kiegészítésére. A kérelem befogadhatóságának vizsgálata során megfelelően alkalmazni kell a 9. § (3) bekezdését.
Ha a véleménykérő ügyirat nem befogadható, a titkárságvezető javaslatot tesz annak elutasítására a Döntőbizottság elnöke számára. A Döntőbizottság elnökének a véleménykérő ügyirat elutasításáról szóló döntését a Titkárság küldi meg a véleménykérő részére.
Ha a véleménykérő ügyirat befogadható, a titkárságvezető azt felterjeszti a Döntőbizottság elnökéhez, aki kijelöli a véleményt kiadmányozó közszolgálati biztost.
A befogadást és a közszolgálati biztos kijelölését követően a Titkárság a véleménykérőtől további adatokat, iratokat kérhet be, őt nyilatkozattételre hívhatja fel.
A közszolgálati biztos az ügyirat tárgyában véleményt ad ki, amelyet a Titkárság küld meg a véleménykérő részére. A kiadott vélemény nem terjedhet túl a véleménykérő ügyiratban foglaltakon.
Ez a rendelet a kihirdetését követő harmadik napon lép hatályba. E rendeletnek a Kormánytisztviselői Döntőbizottságról szóló 168/2012. (VII. 20.) Korm. rendelet módosításáról szóló 103/2016. (V. 13.) Korm. rendelettel (a továbbiakban: Módr.) megállapított rendelkezéseit a Módr. hatálybalépésekor folyamatban lévő ügyekben is alkalmazni kell.

## A kormánytisztviselő közvetlenül a bírósághoz fordulhat keresetével
a) ha a Döntőbizottság a törvényben meghatározott határidőn belül nem bírálja el a közszolgálati panaszt - e határidő lejártától számított 30 napon belül,
b) a fizetési felszólítással szemben a sérelmesnek tartott munkáltatói intézkedésről szóló irat kézbesítésétől számított 30 napon belül,
c) a 2011. évi CXCIX. törvény 190. § (2) bekezdésben és a b) pontban meghatározottakon kívüli egyéb tárgyú igény esetén az igény érvényesítésére vonatkozó elévülési időn belül.